# 倭国香媛
倭国香媛（やまとくにかひめ、生没年不詳）は、古代日本の伝承上の人物。孝霊天皇の妃で、倭迹迹日百襲姫命と吉備津彦命の母親とされる。別名は絙某姉（はえいろね）。妹の絙某弟（はえいろど）も孝霊天皇の妃とされる。『日本書紀』には出自の記載がないが、『古事記』では安寧天皇の曾孫で淡路島出身の蠅伊呂泥（はえいろね）またの名、意富夜麻登久邇阿礼比売命（おおやまとくにあれひめのみこと）と記されている。『古事記』が記す系譜によれば、蠅伊呂泥と蠅伊呂杼は師木県主波延（はえ）の玄孫に当たる。

## 別名について
またの名「おおやまとくにあれひめのみこと」は神武天皇の名前「神倭伊波礼毘古命（かんやまといわれびこのみこと）」に類似するが、その理由は不明である。『古事記』は歌謡を除き「やまと」をすべて「倭」と表記するが、この女性と娘の夜麻登登母母曽毘売命のみをなぜ歌謡のように「夜麻登」と表記するのかも謎である。また『古事記』で「大倭（おおやまと）」を含む人名は懿徳天皇、孝安天皇、孝霊天皇、孝元天皇、清寧天皇の5人だけである。参考までに壬申の乱では箸墓古墳が戦場となり、神武天皇陵が出現している。森浩一は次のように述べている。「壬申の乱の時の記述では箸墓を「箸陵」として「磐余彦天皇（神武天皇）の陵」と同じ表現になっていることに注意しなければならない」「多少の誤解を恐れずに言えば、箸墓こそヤマトにとっての実際上の、あるいは古くからある「始祖王」的な古墳であり、神武陵は7世紀頃に新設された新造の「始祖王」の古墳であった」箸墓があるのになぜ新造の必要があったのかを森は説明していないが「女の墓」という伝承との関連を示唆している。